# Ordovices

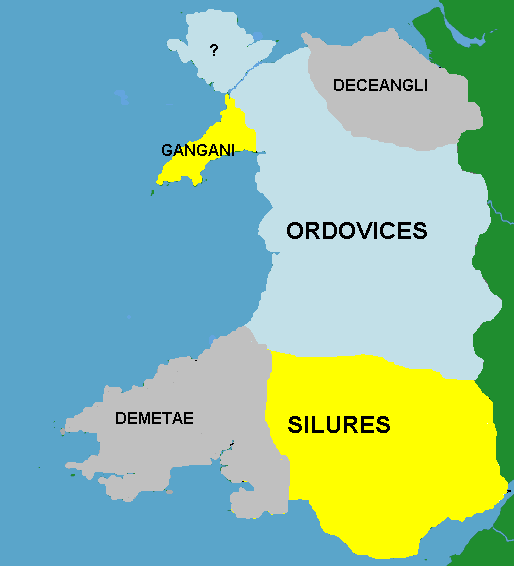
Peuples celtes de l’actuel Pays de Galles lors de l'invasion romaine. Délimitations territoriales approximatives.

Les Ordovices étaient un puissant peuple celte brittonique de l’île de Bretagne (actuelle Grande-Bretagne), avant l’occupation romaine. Ils nous sont notamment connus par les textes de Tacite (La vie d’Agricola) et Ptolémée (Géographie). Leur territoire était situé dans l’actuelle région du Pays de Galles entre celui des Silures et des Démétiens au sud, des Cornoviens à l'est et celui des Décéangliens et des Ganganes au nord. L’île de Mona (Anglesey) hébergeait alors un important sanctuaire druidique (voir aussi Nemeton). 

## Protohistoire
L’étymologie de l’ethnonyme vient de *Ordo-vic-es : « ceux qui combattent avec une masse » ou « à la massue » (ord en irlandais, gordd en gallois, horz en breton, gourdin en français).
C’était un peuple guerrier qui vivait d’agriculture et d’élevage dans des petites forteresses et des collines fortifiées. Ils font partie des peuples brittoniques qui ont offert le plus de résistance aux envahisseurs romains, notamment sous la conduite de Caratacos. Celui-ci avait trouvé refuge chez les Ordovices après la bataille de Medway en 43 et avait rallié les Silures pour une résistance commune. Après le massacre de Caer Caradoc (50) avec la perte d’une partie des guerriers et la capture de Caratacos en 51, les Ordovices cessèrent provisoirement le combat.
Une ultime rébellion eut lieu vers 70, au cours de laquelle une unité de cavalerie romaine fut anéantie. Tacite nous rapporte que la réaction d’Agricola fut implacable et que l’ensemble de la population brittonnique insurgée aurait été exterminée lors de la campagne militaire de 77.
L’Ordovicien (488,3 à 435 millions d'années), cinquième système géologique du Paléozoïque, reprend le nom de ce peuple, la dénomination ayant été donnée par le géologue britannique Charles Lapworth, en 1879.

## Note
1. ↑  Xavier Delamarre, Notes d'onomastique vieille-celtique, Keltische Forschungen, no 5, 2012, p. 99-138.
2. ↑  Tacite, Vie d'Agricola, X, 18.